# 切爾沃納多利納 (斯尼胡里夫卡區)
47°8′43″N 32°39′49″E / 47.14528°N 32.66361°E
切爾沃納多利納（烏克蘭語：Червона Долина），是烏克蘭南部的村莊，隸屬尼古拉耶夫州的巴什坦卡區。該村始建於1921年，面積0.091平方公里，海拔高度61米，2001年人口824，人口密度每平方公里9,055人。